# Gonioctena decemnotata
Gonioctena decemnotata är en skalbaggsart som först beskrevs av Thomas Marsham 1802.  Gonioctena decemnotata ingår i släktet Gonioctena, och familjen bladbaggar. Arten är reproducerande i Sverige.

## Bildgalleri

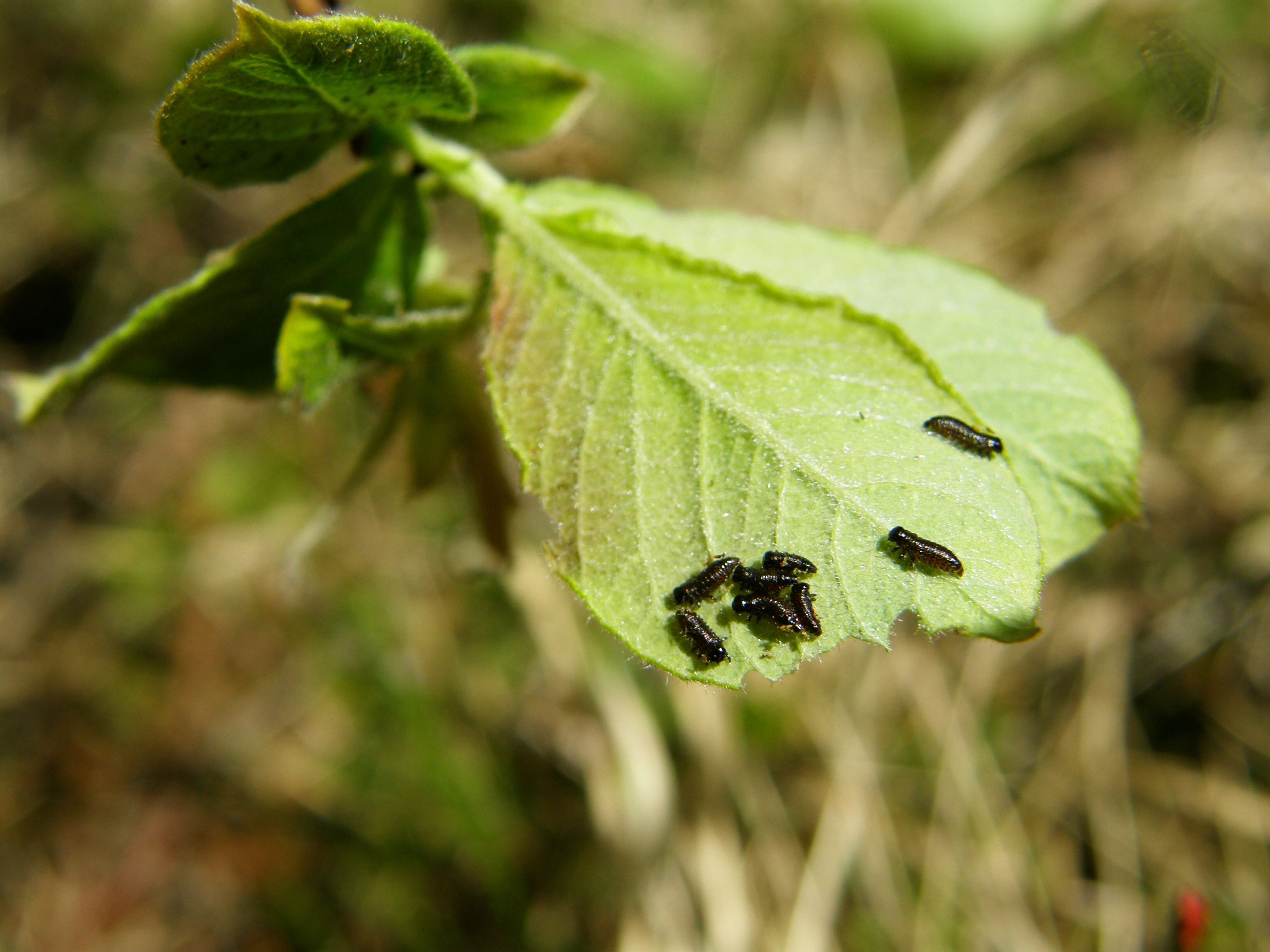